# Эпакрис вдавленный
Эпакрис вдавленный (лат. Epacris impressa) — вид кустарников из семейства Вересковые. Представителей этого вида в Австралии называют Простой вереск или Розовый вереск.
Первый экземпляр был собран в 1793 году французским ботаником Лабилльярдиером в Земле Ван-Димена (теперь Тасмания); растение было описано им в 1805 году и получило название Epacris impressa.

## Ботаническое описание
Вечнозелёный кустарник 30—90 см шириной и 30—120 см, изредка до 3 м высотой.
Стебель тонкий, прямой с жесткими ветвями. Листья сужено-овальные, ярко-зелёные, оттянутые, 8—16 мм длиной, растут без черешков прямо из стебля.
Цветки свисающие, цилиндрические, красные, розовые или белые, длиной 2 см, собраны в тонкие, прямые, конечные кисти длиной 10 см или более.
Плод — капсула, с мелкими семенами.
Цветение весной-летом.
Отличный медонос.

## Распространение и экология
Эпакрис вдавленный встречается в прибрежных регионах и предгорьях от гор Маунт-Лофти в Южной Австралии через южную часть штата Виктории до реки Клайд в Новом Южном Уэльсе. Растение также произрастает в национальных парках Гремпианс и Малая пустыня (штат Виктория), а также на острове Тасмания.

## Культура и искусство
В 1951 году Эпакрис вдавленный был принят как официальная цветочная эмблема для штата Виктория, решение вступило в силу в 1958 году. В 1973 описание Розового Вереска было добавлено на геральдический щит штата.
В 1968 году была выпущена серия почтовых марок с изображением растений Австралии, Розовый Вереск был представлен на марке номиналом 13 центов.
Штат Виктория был первым из австралийский штатов, который на официальном уровне принял цветочную эмблему.